# 열혈고교 피구부
《열혈고교 피구부》(熱血高校 避球部)는 테크노스 저팬이 제작한 1987년 아케이드 스포츠 게임이다. 《열혈경파 쿠니오군》에 이어 《쿠니오군》 시리즈의 주인공 쿠니오가 등장하는 두번째 게임이며, 제목 그대로 피구(돗지볼) 대인경기로 승부를 가리는 것이 게임의 목표이다. 일본에서 1987년 11월 최초로 출시됐으며, 북미 지역에선 리랜드 코퍼레이션이 《슈퍼 돗지볼》(Super Dodge Ball)이라는 제목으로 배급했다.
단순하지만 배우기 쉬운 게임플레이와 적을 공으로 맞추는 통쾌함이 합쳐 큰 인기를 누렸으며, 이후 1988년 패밀리 컴퓨터로 특수기술과 더불어 새로운 게임플레이 요소가 추가된 동명의 게임이 출시된 것을 시작으로 수많은 후속작이 제작됐다. 아케이드판의 경우 PC 엔진과 샤프 X68000로 이식됐다. 2015년에는 《아케이드 아카이브스》 시리즈의 일환으로 플레이스테이션 4에 재발매됐다.

## 등장인물
- 쿠니오

주인공의 편에서는 유일하게 거인이다.
- 일반 피구 선수

가장 기본적인 선수이다.
- 거인 피구선수

체력, 공격력이 모두 최대이다.
- 일반 피구선수

가장 기본적인 선수이다.
- 비만 피구선수

공격력만 최대인 선수이다.
- 저체중 피구선수

공속이 빠른 선수이다.

## 팀
- 열혈고교 또는 화원고교 → 일본

필드: 쿠니오만 거인 선수, 일반 선수 3명
장외: 일반 선수 3명
대기: 없음
- 영국(잉글랜드)

필드: 거인 선수 1명, 저체중 선수 3명
장외: 저체중 선수 1명(센터), 일반 선수 2명
대기: 거인 선수 1명
- 아이슬란드

필드: 거인 선수 1명, 비만 선수 3명
장외: 비만 선수 1명(센터), 일반 선수 2명
대기: 거인 선수 1명
- 중국

필드: 거인 선수 1명, 저체중 선수 1명, 일반 선수 1명, 비만 선수 1명
장외: 저체중 선수 1명(센터), 일반 선수 1명(상단), 비만 선수 1명(하단)
대기: 거인 선수 2명
- 남아프리카공화국

필드: 거인 선수 2명, 저체중 선수 2명
장외: 거인 선수 1명(센터), 일반 선수 2명
대기: 거인 선수 1명
- 미국

필드: 거인 선수 4명
장외: 거인 선수 3명
대기: 거인 선수 2명

## 관련 게임

### 이식
1988년 9월 샤프 X68000 컴퓨터로 이식판이 발매됐다. 이 버전은 아케이드 판과 거의 근접한 게임플레이에 배경 그래픽에 다중 스크롤을 추가했고, 스테레오 사운드를 지원한다. 그 외에 캐릭터마다 능력치를 추가하는 치트도 있다. 1990년에는 PC 엔진으로도 이식됐다.  

### 패밀리 컴퓨터 판
1988년 패밀리 컴퓨터로 동명의 게임이 발매됐다. 아케이드판에 기반하고 있지만 특수기술을 추가하고 등장인물마다 고유의 능력치를 부여하는 등 추가요소가 존재한다. 아케이드 모드에선 인도와 러시아(USSR) 두 개 팀이 들어왔으며 각 나라마다 고유한 배경음악이 갖춰져있다.

## 참조
1. ↑  일본판 원제는 《열혈고교 돗지볼부》(熱血高校ドッジボール部).